# Diedrichsburg
Die Diedrichsburg bei Melle ist eine kleine Höhenburg auf dem Meller Berg (219 m ü. NN) in den Meller Bergen im niedersächsischen Landkreis Osnabrück.

## Geschichte
Die heutige Burg wurde Mitte des 19. Jahrhunderts im neogotisch sowie neoromanischen Stil als Nachahmung eines mittelalterlichen Wehrturmes erbaut. Sie besteht aus einem 26 m hohen Turm nach Art eines Bergfriedes, flankiert von zwei eingeschossigen Seitenflügeln nach Art eines Palas. Es gibt keine Mantelmauern oder sonstige Wehranlagen; insofern handelt es sich eher um einen Wohnturm als um eine Burg im klassischen Sinne.
Die Burg beherbergt heute eine Gaststätte für Ausflugsgäste und gelegentliche Veranstaltungen. Im Turmzimmer ist eine Ausstellung zur heimischen Tier- und Pflanzenwelt eingerichtet. Die zinnengekrönte Aussichtsplattform auf dem Turm ist zugänglich und bietet – insbesondere nachdem der Orkan Kyrill 2007 viele umstehende Bäume abgeknickt hat – einen weiten Blick über die Stadt Melle und das Umland.
Rund um die Burg lag der mehr als 200 ha große Wildpark Diedrichsburg mit zahlreichen, frei laufenden Wildschweinen, Mufflons und Sikahirschen. Der Wildpark wurde 2021 aufgelöst. Das Gelände ist ein beliebtes Ausflugsziel in der Region und Teil des Naturparks TERRA.vita.

### Jüngere Geschichte (ab 1844)
Die heutige Diedrichsburg wurde in den Jahren 1844 bis 1860 im Zuge des Historismus (Burgenromantik) im Auftrag von General Ernst Freiherr von Vincke errichtet. Die Familie derer von Vincke hatte (und hat noch heute) auf dem nahe gelegenen Gut Ostenwalde einen Sitz. Vollendet wurde der Bau unter Ernst von Vinckes Schwiegersohn Graf Werner von der Schulenburg-Wolfsburg. Baumeister war der königlich-hannoversche Baurat Emanuel Quaet-Faslem, gebürtig aus Belgien, tätig in Nienburg/Weser.
Bereits im 19. Jahrhundert war die Burg ein beliebtes Ausflugsziel. Am 16. Mai 1909 wurde das Gebälk und die Treppe des Turmes durch Feuer vernichtet. Erst ab dem Jahre 1954 wurde sie wieder bewohnt und bewirtschaftet. 1963 wurde von der Familie Vincke rund um die Burg das o. g. Wildgehege angelegt. 1983 wurde die Burg erneut verwüstet, dieses Mal durch Vandalismus. Die Renovierung ab 1983 und die nachfolgende Bewirtschaftung ab dem 1. Juli 1985 übernahm der Verschönerungs- und Verkehrsverein Melle-Mitte.

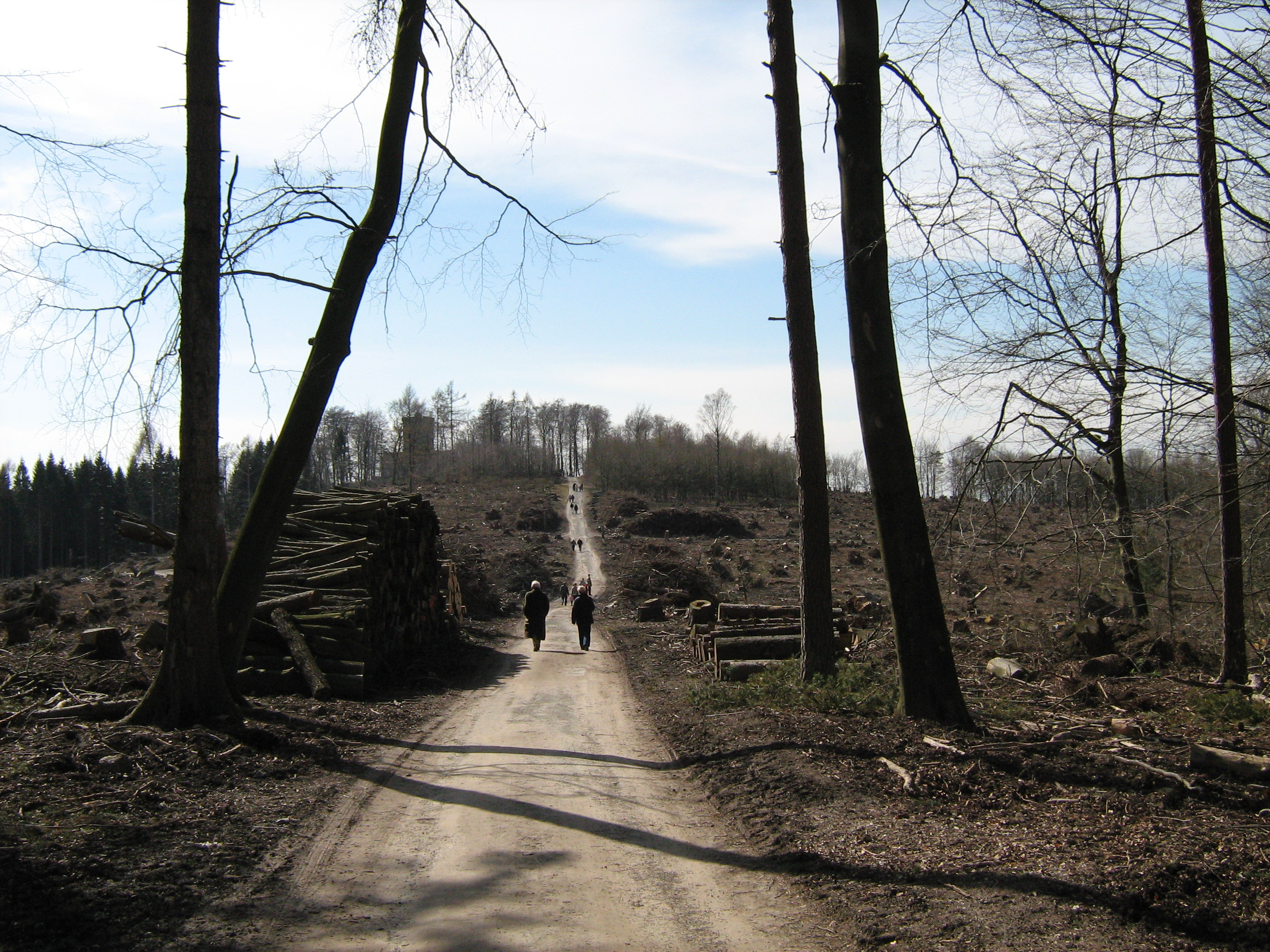
Meller Berg nach Orkan Kyrill (Diedrichsburg im Hintergrund)
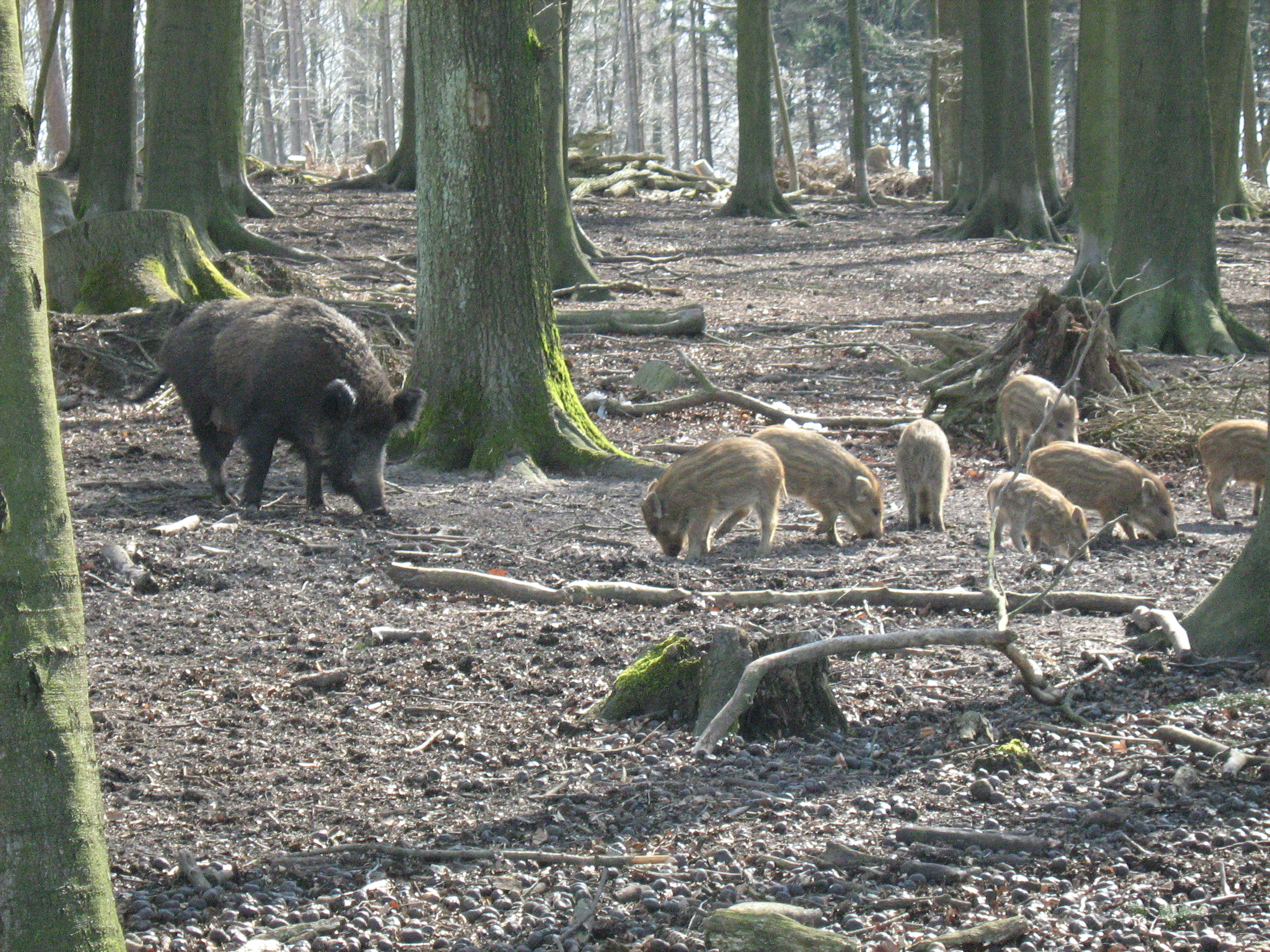
Wildschweine im Wildpark Ostenwalde

### Frühere Geschichte
Fundamentreste, ein 30 m tiefer Brunnen und andere archäologische Funde bei Ausgrabungen rund um die o. g. neue Burg bestätigen, dass es am selben Standort bereits früher Gebäude, wahrscheinlich eine Fluchtburg, gab.
Der Legende nach hatte am Ort der jetzigen Burg bereits vor mehr als 1000 Jahren eine Teutoburg (Volksburg, namensgebend für den Teutoburger Wald) gestanden. Der Name Diedrichsburg soll auf den sächsisch-westfälischen Grafen Dietrich von Ringelheim (auch: Diedrich, Thiadrich, Theoderich) zurückgehen, der aus dem Hause der Immedinger stammte und ein Urenkel Wittekinds war. Dieser soll die Burg gegründet haben oder zumindest hier gewohnt haben. Diedrichs Tochter, die heilige Mathilde, Gemahlin Heinrichs I. und Mutter des Kaisers Otto des Großen, soll möglicherweise um das Jahr 892 in dieser Burg geboren worden sein und hier ihre Kindheit verlebt haben.
Inwieweit diese Legenden historisch belegt oder spekulativ sind oder ob sie bei der Errichtung der neuen Burg als pseudo-historischer Hintergrund „konstruiert“ wurden, ist unklar.